# Litocalliopsis adesmiae
Litocalliopsis adesmiae là một loài ong trong họ Andrenidae. Loài này được Roig-Alsina & Compagnucci miêu tả khoa học đầu tiên năm 2003.